# Tylecodon cacaloides
Tylecodon cacaloides là một loài thực vật có hoa trong họ Crassulaceae. Loài này được (L. f.) Toelken miêu tả khoa học đầu tiên năm 1979.